# DM (álbum)
DM é o terceiro álbum de estúdio da artista musical mexicana Dulce María, lançado em 10 de março de 2017 através da Universal Music Group. Finalizado em agosto de 2016, o álbum tinha inicialmente a intenção de ser lançado ainda no seu ano de gravação, mas foi adiado para 2017. Produzido por Ettore Grenci, Andres Saavedra e Predikador, foi gravado durante sessões que ocorreram em 2016 entre Los Angeles e Cidade de México. O título do álbum foi revelado no dia 16 de dezembro de 2016, durante um Facebook Live.
A primeira música de trabalho oficial do álbum foi "No sé llorar", uma balada electropop escrita por América Angélica Jiménez e Ximena Muñoz e produzida por Ettore Grenci. A faixa foi lançada em 29 de abril de 2016, recebendo críticas positivas sobre a maturidade presente no tema em conjunto com a evolução vocal e musical da intérprete em relação aos seus trabalhos anteriores. No México, a música alcançou a terceira posição na tabela Hot Song Pop e a décima entre as canções pop mais tocadas no Monitor Latino. O segundo single foi "Volvamos", uma parceria com o cantor Joey Montana. Lançada em 23 de setembro de 2016, a canção foi composta por Joey e Andrés Saavedra e produzida por Predikador. A canção atingiu o primeiro lugar no iTunes de 13 países se tornando a canção de uma artista mexicana a atingir a maior quantidade de primeiros lugares. "Volvamos" também possuiu um desempenho ótimo no Spotify que chegou a 10 posicão nas virais mundiais, conseguiu o #1 na Viral 50 do Brasil, e outros. A terceira música de trabalho foi "Rompecorazones", uma balada composta por Dulce, Andre Torres, Mauricio Rengifo e Julio Reyes. Foi lançada uma semana antes do lançamento do disco, no dia 3 de março, e alcançou o topo do iTunes de quatro países.

## Antecedentes
Após a Sin Fronteras On Tour, Dulce anunciou nos Premios Juventud que iria ser jurada do programa de calouros Va Por Ti. As gravações do programa foram iniciadas em setembro e terminaram em dezembro. Na mesma época, foi divulgado que Dulce iria interpretar a personagem Sherrie no musical Rock Of Ages - La Era Del Rock. Dulce participou da peça durante duas temporadas, até janeiro de 2015. Em outubro de 2014, foi anunciado que Dulce tinha vencido a categoria Best Latin America Act no Europe Music Awards, batendo cantores como Anitta e indo para a categoria final Best Worldwide Act, concorrendo com artistas do mundo todo, sendo a primeira e única mexicana a chegar na última categoria. Em março de 2013 outro prêmio internacional: Dulce foi até a Califórnia receber o prêmio de Artista Latino Favorito no Kids Choice Awards do canal de televisão a cabo Nickelodeon. No mesmo ano ela ganhou outros prêmios como Kids Choice Awards México e indicação no Diosas de Plata por sua atuação no filme Quiero Ser Fiel. Ainda em 2015 foi lançada a música Pon El Alma En El Juego, tema da Copa América em uma parceria com os artistas Luciano Pereyra, D-Niss, Sam Alves & Cali y El Dandee.
No final do ano começaram as gravações da novela Corazón Que Miente, onde Dulce interpretou Renata Ferrer, sua primeira vilã. Para novela, em parceria com Paolo Tondo e Luis Alfredo Salazar, Dulce compôs a música "Dejarte de Amar". O tema foi produzido por Andres Saavedra, recebeu uma indicação nos Premios Juventud na categoria Canción Corta-Venas e foi a primeira música confirmada do álbum DM.

## Desenvolvimento
Em 2 de fevereiro de 2016, a cantora gravou a música "Dejarte de Amar", tema da novela Corazón Que Miente e que mais tarde viria a ser a primeira música confirmada do disco. A música foi escrita por Dulce, Paolo Tondo e Luis Alfredo Salazar e produzida por Andres Saavedra. No dia 29 de abril, o primeiro single do álbum, "No sé llorar", foi lançado. A música foi composta por América Angélica Jiménez e Ximena Muñoz e produzida por Ettore Grenci. No dia 4 de julho, Dulce entra em estúdio para gravar o álbum completo em Los Angeles. No dia 18 de julho foi gravada a última canção, "Volvamos", em parceria com Joey Montana que mais tarde viria a ser o segundo single do disco. Joey compôs a canção especialmente para Dulce.
No dia 3 de setembro, a canção "Un Minuto Sin Dolor", composta por Andre Torres, Julio Reyes e Alih Jey, vazou na internet e prontamente foi disponibilizada no iTunes e Spotify. O novo single, que era para sair 10 de setembro, é adiado. Nem a cantora nem a produção falou alguma coisa a respeito. Porém, no dia que era para sair o novo single, a Claro Music postou um vídeo no Twitter falando sobre os lançamentos daquele dia, onde aparece Dulce María com o single "Presentimiento". Nada foi dito e "Volvamos" foi confirmada para o dia 23 de setembro. O que os fãs acreditam é que "Presentimiento" era para ser lançada no dia 10, mas com o vazamento precoce da canção "Un Minuto Sin Dolor", a Universal resolveu adiar o lançamento do single, pois seriam duas músicas lançadas no intervalo de menos de uma semana. Com o lançamento adiado para o dia 23, dava tempo da música "Volvamos" ser finalizada e decidiram a lançar no lugar de "Presentimiento".
No dia 16 de dezembro o álbum foi entregue completo, com capa e encarte prontos para a Universal Music Group. Durante esse tempo, Dulce divulgou aos fãs durante lives no facebook títulos de algumas canções do álbum, como "No Te Olvides De Mi", "Hoy Te Entierro", "Invencible", "Cicatrices" e "Rompecorazones", sendo as duas últimas composições da própria cantora. Ela também divulgou nome de músicas que foram lançadas como promocionais antes do disco, como "Un Minuto Sin Dolor" e também a música "Al Otro Lado De La Lluvia", composição da cantora em parceria com Yoel Henríquez e Andres Saavedra que fez parte de uma promoção da Pepsi e no dia 9 de dezembro disponibilizada no iTunes e Spotify. A canção "No Te Olvides De Mi" posteriormente teve o nome alterado para "Tal Vez En Roma".
Em 27 de fevereiro, Dulce anunciou, através de sua conta oficial no Facebook, que o terceiro single oficial do disco seria "Rompecorazones" e que seria lançada na sexta-feira seguinte, 3 de março, uma semana antes do lançamento do seu disco. Porem dois antes da estreia oficial, 1º de março, a música foi lançada nas rádios mexicanas, sendo gravada e lançada na internet. A música é uma composição da própria cantora juntamente com Julio Reys e
Mauricio Rengifo, também conhecido como Dandee da dupla Cali & El Dandee.

## Lançamento
No dia 10 de março, o disco foi lançado em todas plataformas digitais e disco físico no México e na Espanha. No iTunes, o disco chegou no top10 de nove países, Brasil, Colômbia, Israel, Eslovênia, Chile, Eslováquia, Argentina, México e Espanha. Na loja Amazon, ficou em primeiro lugar nos charts da Espanha "Productos del Momento" e "Best Seller in Latin Pop". Nos Estados Unidos, em primeiro lugar em "Best Sellers in Latin Pop" e "New Releases in Latin Pop".

## Recepção

### Crítica
O jornal mexicano El Norte comenta que "mais descontraída, sem tantos elementos e até mesmo um toque de rock é como Dulce Maria está de volta no mundo da música hoje, depois de três anos".
O site LatinPop Brasil definiu o disco como "fresco e maduro, DM é a redenção de Dulce María" e complementa que é a redenção da Dulce María na música. Ao analisar algumas canções do disco, afirma que todas as músicas têm o seu valor e que algumas até mereceriam o posto de faixas promocionais, como por exemplo "Tal Vez En Roma" e complementa com "DM é de uma maturidade nas letras e frescor melódico que impressionam". Continuou elogiando o disco e afirmando que coloca definitivamente Dulce Maria no mapa da música latina fora das fronteiras de quem era fã de Rebelde, e se não o fizer será uma injustiça com a artista que vem mostrando um crescimento profissional. O site compara DM com discos dos exs companheiros de banda do grupo, mencionando que DM é infinitamente superior, pois Dulce Maria saiu da bolha RBD e apresentou um trabalho coerente, com textos que condizem à sua idade. Finaliza afirmando que Dulce cresceu e transmite isso em suas músicas atualmente, não está refém dos números ou da popularidade dos gêneros do momento e que tem um selo próprio nas suas canções.
O portal de notícias brasileiro G1 afirmou que as faixas de "DM" marcam a guinada de Dulce a uma produção mais próxima do pop mundial e destaca que produtores poderosos trabalharam no disco, e o resultado mostra que o time mirou em nomes como o de Shakira.

### Prêmios e indicações
| Ano  | Prêmio              | Recipiente        | Categoria           | Resultado |
| ---- | ------------------- | ----------------- | ------------------- | --------- |
| 2016 | Premios Juventud    | "Dejarte de Amar" | Canción Corta-Venas | Indicado  |
| 2017 | Young Awards México | DM                | Disco Preferido     | Indicado  |

## Singles
- "No sé llorar": É o primeiro single do álbum, lançado em 29 de abril de 2016. A canção alcançou a terceira posição na tabela Hot Song Pop,[16] a décima entre as canções pop mais tocadas no Monitor Latino[17] e o quinto lugar no Billboard Spotify Viral 50.[18] Na tabela anual do Monitor Latino, "No sé llorar" ficou na 47ª posição entre as músicas pop mais tocadas do ano.[19] A música se posicionou em primeiro lugar no iTunes Brasil, Chile, Peru e Eslovênia.[20] O clipe da canção foi gravado no dia 20 de março de 2016. O vídeo, que foi dirigido por Francisco Álvarez e produzido por Rosa Torres, teve sua estreia exclusiva pelo canal mexicano Ritmoson no dia 28 de abril de 2016 e no dia seguinte foi disponibilizado no canal Vevo da cantora e para download no iTunes, onde alcançou  o primeiro lugar em vendas em mais de dez países. A produção segue a linha dramática da canção e mostra a personagem de Dulce escapando de uma relação abusiva depois de observar outras mulheres na mesma situação de abuso psicológico.
- "Volvamos": O segundo single do álbum foi lançado no dia 23 de setembro de 2016. Logo após seu lançamento nas plataformas digitais, a canção foi um sucesso imediato no iTunes, atingindo a primeira posição em treze países:  Brasil, Chile, El Salvador, Peru, Colômbia, Eslováquia, Eslovênia, Paraguai, Costa Rica, Argentina, Honduras, Panamá se tornando a canção de uma artista mexicana a atingir a maior quantidade de primeiros lugares no iTunes.[21] No Monitor Latino do México, a música ficou em 5º lugar no pop,[22] 10º em Hot Songs[23] e 7º lugar em audiência.[24] Entrou também no Monitor Latino do Equador,[25][26] alcançando 9º lugar na categoria pop, e também no do Panamá, sendo 4 o pico na categoria pop.[27][28] A música também debutou no chart Dzibeles, da Guatemala, ficando em 78º lugar.[29] Mesmo que o single tenha tocado apenas três meses no Monitor Latino do México, Volvamos ficou em 73º lugar nas músicas pop do ano mais tocadas no chart.[19] Também entrou nas tabelas mundiais do Monitor do Equador, ficando em 77º lugar no pop[30] e também no Panamá, ficando em 8º na categoria pop[31] e em 76º no geral.[32] No dia 13 de setembro gravou o clipe da canção na Cidade do México. Dirigido por Francisco Álvarez, o clipe estreou dia 18 de outubro no canal mexicano Ritmoson e 19 de outubro no canal VEVO da cantora. O vídeo foi um sucesso na plataforma iTunes em seu lançamento, atingindo o primeiro lugar em 13 países.[33]
- "Rompecorazones": Terceiro single do álbum, Rompecorazones foi anunciada por Dulce María como single em 27 de Fevereiro de 2017 através de sua conta oficial no Facebook.[34] Foi lançada no dia 3 de março em todas as plataformas digitais, uma semana antes do lançamento do álbum. A música foi composta pela própria Dulce em parceria com Andre Torres, Julio Reys e Mauricio Rengifo (Dandee, de Cali y Dandee) e alcançou o topo no iTunes em seis países, Brasil, Chile, Eslovênia, Paraguai, Guatemala e Moçambique e Top 10 em outros cinco países.

### Singlespromocionais
- "Dejarte de amar": A música foi lançada dia 24 de fevereiro de 2016. Inicialmente a música era apenas para a novela Corazón Que Miente, porém mais tarde Dulce confirmou que seria faixa bônus do seu terceiro álbum. A música se posicionou em primeiro lugar no iTunes do Brasil, Equador e Honduras e top 10 em outros sete países. A canção recebeu uma indicação nos Premios Juventud na categoria Canción Corta-Venas e no dia 12 de abril ganhou um lyric vídeo no canal Vevo da cantora.
- "Un minuto sin dolor": No dia 3 de setembro de 2016, a música foi vazada na internet. No mesmo dia, a música foi lançada nas plataformas digitais como single promocional. Mesmo sem ser single oficial, a canção conseguiu o primeiro lugar no iTunes de cinco países: Brasil, Chile, Colômbia, Eslovênia e Eslováquia. A canção foi a segunda mais tocada na rádio "Velenje" da Eslovênia e entrou nos virais do Spotify de mais de 10 países.[35]
- "Al otro lado de la lluvia": No dia 28 de outubro de 2016, a Pepsi México disponibilizou exclusivamente em seu aplicativo a canção inédita e não demorou muito para a música vazar. No dia 17 de novembro, a música foi disponibilizada nas plataformas digitais e rapidamente alcançou o primeiro lugar no iTunes do Paraguai, Eslovênia e Brasil, porem poucas horas depois a música foi retirada de todas as plataformas e a cantora não se pronunciou sobre, apesar de ter postado os peaks da música no Twitter. No aniversário da cantora, 6 de dezembro, ela divulgou através do seu Facebook que no dia nove do mesmo mês, a música iria ser oficialmente lançada nas plataformas digitais.[36][37]

## Lista de faixas
| N.º            | Título                          | Compositor(es)                                                             | Produtor(es)    | Duração |  |
| 1.             | "Hoy Te Entierro"               | Ximena Muñoz Raquel Sofia Orlando Vitto                                    | Ettore Grenci   | 3:30    |  |
| 2.             | "Sin Ti Yo Estoy Muy Bien"      | Muñoz Vitto                                                                | Andrés Saavedra | 3:45    |  |
| 3.             | "Un Minuto Sin Dolor"           | Alih Jey Julio Reyes Andrés Torres                                         | Grenci          | 3:46    |  |
| 4.             | "Presentimiento"                | Isaac Luque                                                                | Grenci          | 4:00    |  |
| 5.             | "Invencible"                    | Erika Ender Luigie Gonzalez Jey Amerika Jimenez                            | Grenci          | 2:58    |  |
| 6.             | "Tal Vez en Roma"               | Lito De La Isla Héctor Mena Neiko Mori                                     | Saavedra        | 3:22    |  |
| 7.             | "Cicatrices"                    | Dulce María Michelle Blanc Jovany Javier Luis Salazar Paolo Tondo Tat Tong | Saavedra        | 3:12    |  |
| 8.             | "Al Otro Lado de La Lluvia"     | María Yoel Henríquez Saavedra                                              | Saavedra        | 3:31    |  |
| 9.             | "Rompecorazones"                | María Mauricio Rengifo Reyes Torres                                        | Grenci          | 3:48    |  |
| 10.            | "Volvamos" (part. Joey Montana) | Victor Delgado Edgardo Beiró Saavedra                                      | Delgado         | 3:35    |  |
| 11.            | "Despídete"                     | Cesar Miranda Jesús Navarro Dany Tomás                                     | Grenci          | 3:29    |  |
| 12.            | "No Sé Llorar"                  | Amerika Jimenez Muñoz                                                      | Grenci          | 3:34    |  |
| 13.            | "Dejarte de Amar"               | María Salazar Tondo                                                        | Saavedra        | 3:35    |  |
| Duração total: | Duração total:                  | Duração total:                                                             | Duração total:  | 46:05   |  |

## Desempenho nas tabelas musicais
| Tabela musical (2017)                            | Melhor posição |
| ------------------------------------------------ | -------------- |
| Espanha (PROMUSICAE)                             | 40             |
| Estados Unidos (Billboard Latin Pop Álbum Sales) | 14             |
| México (AMPROFON Top Álbum)                      | 8              |
| México (AMPROFON Top Español)                    | 5              |

## Histórico de lançamento
| País     | Data                | Formato                               | Gravadora       |
| -------- | ------------------- | ------------------------------------- | --------------- |
| Mundo    | 10 de março de 2017 | Download digital [ 43 ] [ 44 ] [ 45 ] | Universal Music |
| México   | 10 de março de 2017 | CD                                    | Universal Music |
| Espanha  | 10 de março de 2017 | CD                                    | Universal Music |
| Colômbia | 17 de março de 2017 | CD                                    | Universal Music |
| Brasil   | 17 de março de 2017 | CD                                    | Universal Music |